# Casa del carrer Barcelona, 25
Casa del carrer Barcelona, 25 és una casa de cos del Masnou (Maresme).

## Descripció
Casa de cos entre mitgeres que fa cantonada, de planta rectangular alineada al pla del carrer Barcelona. Consta de planta baixa i planta pis i coberta de teules àrabs a dues aigües amb el carener paral·lel a la façana principal, orientada a migdia.
La façana es genera a partir d'una composició asimètrica de línies senzilles, sense detalls ornamentals a destacar. A la planta baixa hi ha la porta d'accés de llinda recta i una finestra al lateral. Aquesta finestra té un tancament de fusta de dimensions d'una porta de doble ventall. A la planta pis, hi ha dues obertures una de quadrada de petites dimensions i una altra més gran protegida amb persianes de llibret de fusta.
L'acabat del parament de les façanes és un estucat llis i pintat.